# Hugo V de Ampurias
Hugo V de Ampurias (hacia 1240-1277) fue conde de Ampurias (1269-1277) y vizconde de Bas (1262-1277)
Hijo de Ponce IV de Ampurias y de su esposa Teresa Fernández de Lara, heredó el condado de Ampurias a la muerte de su padre sucedida en 1269.
Participó, con el rey Jaime I el Conquistador en la campaña de Murcia en los años 1265 y 1266.
Hizo numerosas donaciones al monasterio de Santa María de Amer y obtuvo, del vizconde de Rocabertí, el dominio sobre varias villas.
A partir de 1270, Hugo rompió las relaciones con Jaime I, participando en la rebelión nobiliaria que saqueó Figueras en 1274, asedió Gerona. Las tropas reales, entraron en el condado y le obligaron a rendirse en 1275.
En los últimos años de su reinado consiguió de nuevo la benevolencia del rey, así como la del infante Pedro.
Se casó en 1261 con Sibila de Palau, vizcondesa de Bas, hija de Simón de Bas y de Garsenda de Anglesola, incorporando el vizcondado a los dominios de Ampurias. Tuvo dos hijos:
- Ponce V de Ampurias (v 1264-1313), conde de Ampurias
- Ramón de Ampurias, vizconde de Bas y prior de la Orden de San Juan de Jerusalén.

Tuvo, también un hijo natural: Hugo VI de Bas (? - 1335), vizconde de Bas
| Predecesor: Ponce IV | Conde de Ampurias 1269-1277 | Sucesor: Ponce V |

- Datos: Q9005310